# Sarah Schleper
Pour les articles homonymes, voir Schleper.
Sarah Schleper, née le 19 février 1979 à Glenwood Springs, est une skieuse alpine américaine, qui défend désormais les couleurs du Mexique. Elle est spécialiste des épreuves techniques (slalom et slalom géant).

## Carrière
Membre du club de Vail, elle fait ses débuts en Coupe du monde en 1995 et obtient son premier podium au slalom de Sestriere en décembre 2000, puis vingt jours plus tard son deuxième avec une troisième place au slalom géant de Semmering. Elle renoue avec le podium plus de trois ans plus tard au slalom de Sestrières (2e).
En 2005, elle gagne le slalom de Lenzerheide, ce qui reste son seul succès en carrière.
Elle se classe dixième du slalom olympique de Turin en 2006, ce qui est son meilleur résultat aux Jeux.
Elle compte huit participations aux Championnats du monde entre 2001 et 2019, enregistrant comme meilleur résultat une septième place au slalom de Bormio en 2005.
En décembre 2011, elle annonce la fin de sa carrière internationale. Mais en avril 2014, elle obtient la citoyenneté mexicaine puis décide de retourner à la compétition. Elle prend part à ses premiers championnats du monde en 2015 sous les couleurs mexicaines.
En 2018, elle participe aux Jeux olympiques de Pyongchang sous les couleurs mexicaines et y est d'ailleurs porte-drapeau de la délégation mexicaine.

## Palmarès

### Jeux olympiques
| Épreuve / Édition | Nagano 1998 | Salt Lake City 2002 | Turin 2006 | Vancouver 2010 | Pyeongchang 2018 |
| Slalom            | 22e         | Abandon             | 10e        | 16e            |                  |
| Slalom géant      | Abandon     | 21e                 | Abandon    | 14e            | Abandon          |
| Super G           |             |                     |            |                | 41e              |

### Championnats du monde
| Épreuve / Édition | Sankt Anton 2001 | Saint-Moritz 2003 | Bormio 2005 | Val d'Isère 2009 | Garmisch-Partenkirchen 2011 | Vail - Beaver Creek 2015 | Saint-Moritz 2017 | Åre 2019 | Cortina d'Ampezzo 2021 |
| ----------------- | ---------------- | ----------------- | ----------- | ---------------- | --------------------------- | ------------------------ | ----------------- | -------- | ---------------------- |
| Descente          |                  |                   |             |                  |                             |                          | 38e               |          |                        |
| Super G           |                  |                   |             |                  |                             |                          | 37e               | 29e      |                        |
| Slalom géant      | Ab.              | Ab.               | 13e         | 31e              | 21e                         | 50e                      | 41e               | 42e      | 41e                    |
| Slalom            | Ab.              | Ab.               | 7e          | 28e              | Ab.                         | Ab.                      | Ab.               | -        |                        |
| Combiné           |                  |                   |             |                  |                             |                          | 27e               |          |                        |

### Coupe du monde
- Meilleur classement général : 17e en 2004 et 2005.
- 4 podiums (3 en slalom et 1 en slalom géant), dont 1 victoire.

### Détail de la victoire
| Édition / Épreuve | Slalom      | Total |
| 2005              | Lenzerheide | 1     |
| Total             | 1           | 1     |

#### Classements en Coupe du monde
| Année     | Classement général final | Classement en slalom | Classement en slalom géant |
| 1997-1998 | 102e                     |                      | 46e                        |
| 1998-1999 | 90e                      | 51e                  | 43e                        |
| 1999-2000 | 50e                      | 21e                  | 25e                        |
| 2000-2001 | 23e                      | 11e                  | 21e                        |
| 2001-2002 | 22e                      | 10e                  | 20e                        |
| 2002-2003 | 22e                      | 12e                  | 21e                        |
| 2003-2004 | 17e                      | 11e                  | 12e                        |
| 2004-2005 | 17e                      | 5e                   | 20e                        |
| 2005-2006 | 65e                      | 27e                  | 36e                        |
| 2008-2009 | 97e                      | 55e                  | 41e                        |
| 2009-2010 | 54e                      | 26e                  | 20e                        |
| 2010-2011 | 53e                      | 30e                  | 22e                        |
| 2011-2012 | 107e                     |                      | 48e                        |

### Coupe nord-américaine
- 9 victoires.
- Vainqueur du classement du slalom en 2000.

### Championnats des États-Unis
- Championne du slalom en 2001, 2002, 2005 et 2010.
- Championne du slalom géant en 1998.